# Winton (Minnesota)
Pour les articles homonymes, voir Winton.
Winton est une ville américaine située dans le Comté de Saint Louis, dans le Minnesota. Selon le recensement de 2010, sa population est de 172 habitants.

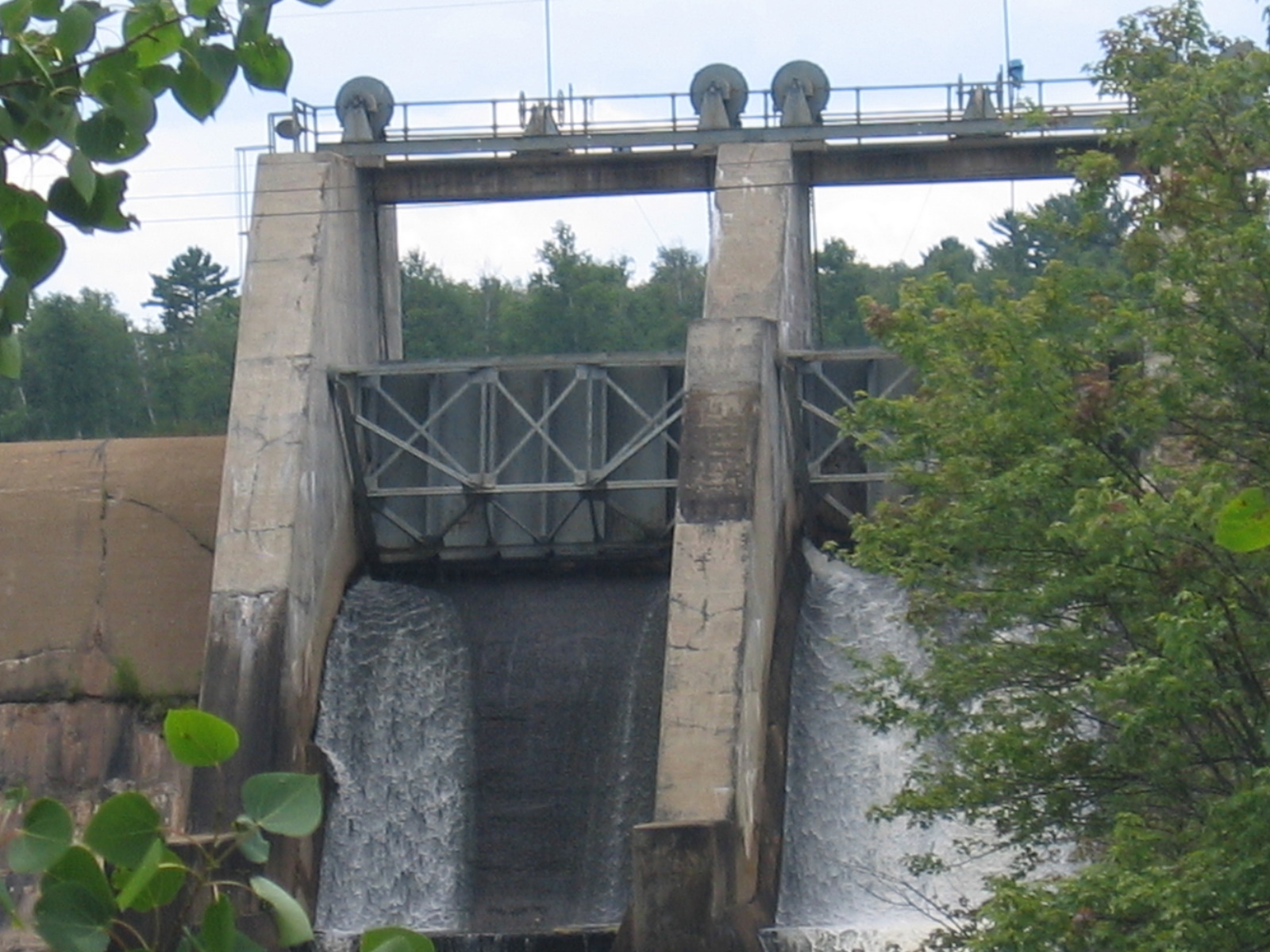
Le barrage électrique de Winton Hydro